# Наступательная граната wz.24
Наступательная граната wz.24 — граната польского производства.

## Описание
Граната овальной формы, напоминавшая яйцо, производилась из тонкого листового металла, разрывающегося при детонации на большое количество мелких осколков. Граната снаряжалась пикриновой кислотой или тротилом.
Первоначально использовавшая различные типы запалов, в начале 1930-х граната стала снаряжаться запалом Zapalnik wz. Gr. 31 с дистанционным взрывателем, изначально созданным для оборонительной гранаты wz.1933. Гранаты, снаряжённые запалом Gr. 31 иногда называют wz. 24/31, чтобы отличать их от оригинальной гранаты wz.24, снаряжённой различными предохранителями.

## Варианты
Граната выпускалась в нескольких вариантах:
- Разрывная
- Дымовая
- Зажигательная: в зажигательных гранатах вместо взрывчатки использовались химические вещества, которые при детонации воспламенялись.